# Manatí (Atlántico)
Manatí est une municipalité située dans le département d'Atlántico, en Colombie.

## Démographie
Selon les données récoltées par le DANE lors du recensement de la population colombienne en 2005, Manatí compte une population de 13 456 habitants.

## Liste des maires
- 2016 - 2019 : Kelly M. Paternina Sanjuan
- 2020 - 2023 : Evaristo E. Olivero Sanjuanelo